# Mary Lowndes
Mary Lowndes (1857-1929) fue una artista británica de vitrales que cofundó el estudio y taller de vidrieras Lowndes and Drury en 1897. Fue una líder influyente en el movimiento Arts and Crafts, no solo por su trabajo de vidrieras y su exitoso estudio-taller, sino también por abrir puertas a otras mujeres artistas de vidrieras. Participó activamente en el movimiento sufragista, actuó como presidenta de la Liga de Sufragio de Artistas, Artists' Suffrage League, y creó carteles para ayudar al movimiento.

## Primeros años y trabajo

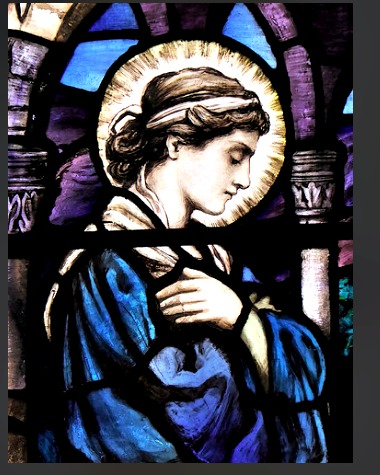
St Andrew, Meonstoke, Hampshire (1906)

Lowndes nació en 1857, hija del rector de la Iglesia de Santa María, Sturminster Newton en Dorset. Recibió su formación artística en la Slade School of Fine Art de Londres. Cuando Lowndes completó sus estudios de arte, se convirtió en asistente del destacado diseñador de vidrieras Henry Holiday. Trabajó en su estudio-taller donde realizó diseños para encargos de vidrieras. Mientras trabajaba para Holiday, Lowndes aprendió por sí misma las técnicas de las vidrieras. La primera ventana que pintó fue una ventana de dos luces titulada "Alimenta a mis ovejas", terminada en 1893 para la iglesia de San Pedro, Hinton St. Mary, en Dorset.
Lowndes vivía y trabajaba en Chelsea, donde tenía su propio estudio para trabajar en diseños, pero no había ningún taller cerca para completar su trabajo de vidrieras. Viajaba a Southwark, al estudio-taller de Britten and Gilson, donde seleccionaba los cristales de colores para sus encargos, pintaba los cristales y supervisaba el encendido y el acristalamiento de las ventanas. Lowdes trabajó como diseñadora de vidrieras para James Powell & Sons desde 1887 hasta 1892.
Lowndes fue una de las primeras mujeres en trabajar profesionalmente en vidrieras en la década de 1890. "Las mujeres, generalmente amateurs, pueden diseñar ocasionalmente ventanas e incluso participar en su ejecución, pero rara vez o nunca practicaron todo el arte de forma independiente como una ocupación profesional a tiempo completo".

## Lowndes y Drury

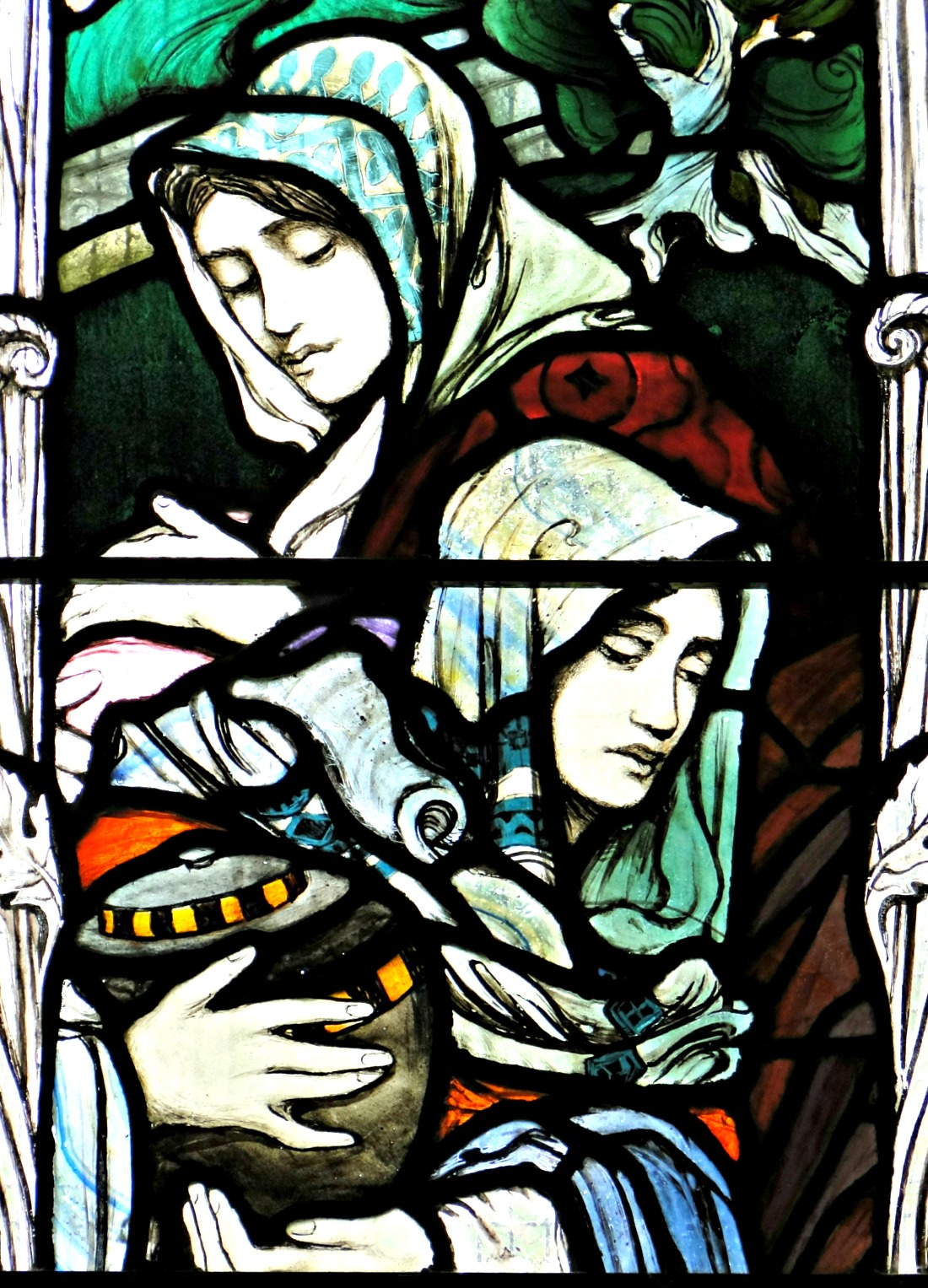
Sturminster Newton, Dorset, (1906)

Mientras trabajaba en el taller de Britten and Gilson, Lowndes conoció al reconocido artista de vidrieras Christopher Whall. Lowndes admiraba sus innovadoras vidrieras, y sus primeros trabajos muestran su influencia artística. En 1897, con el apoyo de Whall, Lowndes estableció su propio estudio-taller con Alfred J. Drury. Drury fue el capataz del taller de Britten and Gilson y co-instructor de vidrieras con Whall en la Escuela Central de Artes y Oficios, Central School of Arts and Crafts.
El nuevo estudio-taller de Chelsea se llamó Lowndes and Drury. La empresa se desarrolló a partir de la experiencia compartida de Lowndes y Drury de trabajar para un gran estudio, y crearon su nueva empresa para satisfacer las necesidades de la nueva escuela de artistas independientes asociada al movimiento emergente Arts and Crafts. El estudio-taller proporcionaría las instalaciones técnicas para permitir a los artistas trabajar en todas las etapas de sus encargos de vidrieras, desde el diseño hasta la selección de vidrios, pintura y esmaltado.

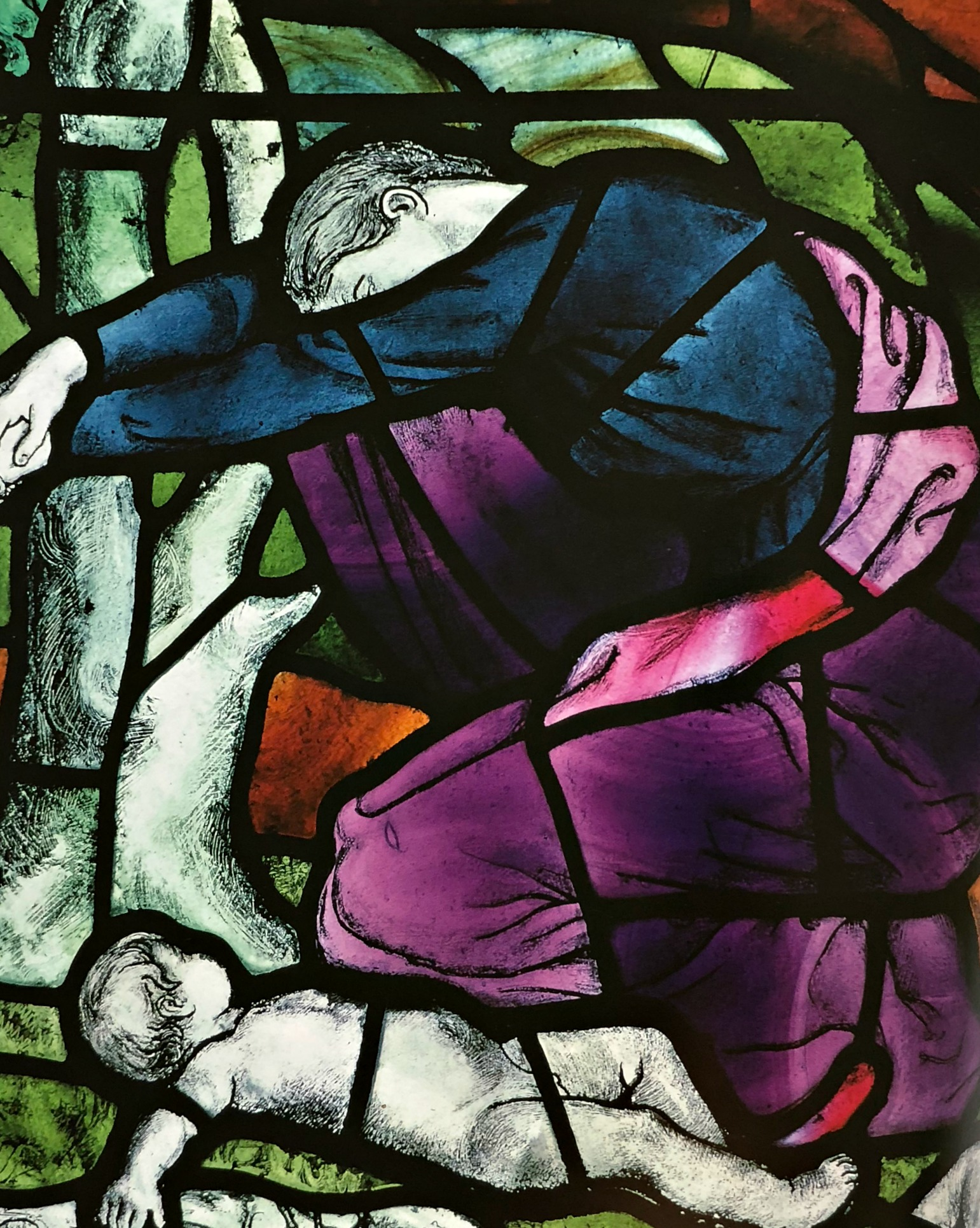
Holy Innocents Church, Lamarsh, Essex (1896)

La asociación se estableció con una inversión inicial de 30 libras esterlinas de cada socio. Lowndes también proporcionó un préstamo de 200 libras esterlinas y préstamos adicionales por importe de 280 libras esterlinas provinieron de la compañera de Lowndes, Barbara Forbes, su tía, la señorita Alice Vivian Kaye y su amiga, la señorita JF Pearson. Junto con la pequeña inversión de Drury, la nueva firma fue financiada en sus primeros años por estas cuatro mujeres.
Lowndes gestionó el nuevo negocio con Drury, pero decidió no ser la diseñadora jefe del taller. Al igual que otros clientes de talleres, utilizó principalmente las instalaciones para trabajar en sus propios encargos de vidrieras. Su vidriera era muy apreciada y tenía una gran demanda en ese momento, y su trabajo se puede ver en las iglesias parroquiales de Inglaterra y Gales.
En 1906, con la necesidad de instalaciones más grandes, Lowndes y Drury fundaron Glass House, La Casa de Cristal,  en Lettice Street, Fulham. El edificio en Lettice Street 9, 10, 11 y 12 se estableció como un estudio de vidrieras para obras encargadas por Lowndes y Drury y para uso de artistas independientes. Era un estudio y taller de vidrieras construido expresamente, diseñado por Christopher Whall y Drury. La Casa de Cristal atrajo a muchos artistas, incluidos Wilhelmina Geddes y Robert Anning Bell. A principios del siglo XX, fue considerado el estudio-taller más importante de vidrieras asociado al movimiento Arts and Crafts.

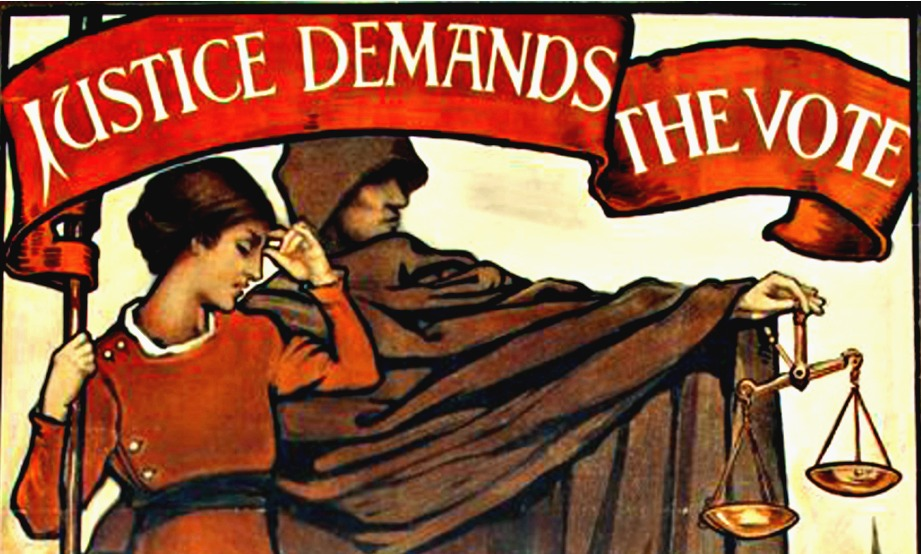
Póster de sufragio, 1909

Lowndes se involucró en el movimiento por el sufragio femenino, Women's suffrage movement, en la década de 1890. En 1899, asistió al Congreso Internacional de Mujeres en Londres. En enero de 1907, Lowndes estableció The Artists 'Suffrage League (ASL) para crear carteles dramáticos, postales, tarjetas de Navidad y pancartas para eventos sufragistas. Lowndes se convirtió en su presidenta y Barbara Forbes, su compañera, fue la secretaria.

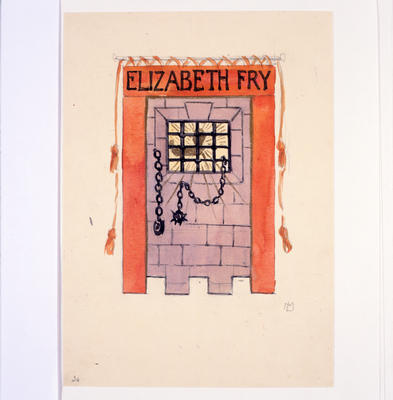
Pancarta de Lowndes que celebra a la reformadora carcelaria Elizabeth Fry

Entre 1903 y 1914, los métodos utilizados por el movimiento del sufragio femenino comenzaron a cambiar y empezaron a participar en manifestaciones públicas y otras actividades de propaganda. La formación de Lowndes como artista y diseñadora de vidrieras fomentó el uso de formas atrevidas y el amor por los colores intensos y vivos, utilizando combinaciones llamativas de verde y azul, magenta y naranja. Escribió una guía en 1910 para ayudar a las mujeres a crear sus propios estandartes y pancartas, diciendo sobre los estandartes del sufragio: "no quieres leerlo, quieres adorarlo". Elija morado y dorado para la ambición, rojo para el coraje, verde para las esperanzas largamente acariciadas... Es una declaración". Tales pancartas fueron diseñadas con imágenes femeninas como flores, lámparas encendidas, conchas, rayos de sol, corazones alados; y para honrar a heroínas como Boadicea, Elizabeth Fry, Florence Nightingale, Marie Curie, Josephine Butler, Jane Austen, Mary Wollstonecraft, Charlotte Brontë e incluso 'Victoria, reina y madre'. Estas pancartas y banderas fueron portadas por cientos y miles en los distintos eventos sufragistas de la época; el Desfile de Grandes Mujeres de Londres de 1909, el mitin de Hyde Park de 1910, De la Prisión a la Ciudadanía de 1911, Peregrinación por el Sufragio Femenino de 1913, y más tarde ese año en la gran procesión fúnebre de Emily Wilding Davison, mártir del movimiento del sufragio que se arrojó debajo del caballo del rey en el Derby de Epsom. Un álbum con los diseños de pancartas originales de Lowndes (detallados en papel en acuarela y a menudo acompañados de muestras de tela) se encuentra en la Biblioteca de Mujeres de la London School of Economics.
Lowndes también participó activamente en el movimiento nacional de sufragistas, incluido su liderazgo en el comité ejecutivo de la Unión Nacional de Sociedades de Sufragio de Mujeres.
Fue miembro del comité de la revista feminista The Englishwoman's Review y contribuyó regularmente a ella.

## Vida personal
La pareja de Lowndes fue Barbara Forbes, la secretaria de la Artists 'Suffrage League fundada por Lowndes. A lo largo de su vida, Lowndes sufrió de asma crónica.
Lowndes murió en 1929 y fue enterrada en Buxted, East Sussex, Inglaterra. Dejó a Forbes una suma de dinero, todas sus fotografías, grabados, dibujos, efectos de estudio y sus acciones en The Englishwoman Ltd.

## Trabajo de vidrieras seleccionado
- All Saints' Church, Childwall, Liverpool
- Holy Innocents, Lamarsh, Essex (a scheme of three windows over several years)
- Holy Trinity, Aberaeron, Ceredigion
- St Andrew, Boxford, Berkshire
- St Andrew, Meonstoke, Hampshire
- St Andrew, Ufford, Cambridgeshire (the entire chancel scheme)
- St Christopher, Haslemere, Surrey
- St Erme, St Erme, Cornwall
- St George's Church, Altrincham, Cheshire
- St John the Baptist, Snape, Suffolk
- St John the Baptist, Wittersham, Kent
- St Leonard, Heston, London
- St Margaret, Mountain Ash, Rhondda Cynon Taff
- St Mark, Marylebone, London
- St Mary, Ewshot, Hampshire
- St Mary, Linton, Cambridgeshire
- St Mary, Pimlico, London
- St Mary, Spittal, Pembrokeshire
- St Mary, (Sturminster Newton), Dorset - 2 windows
- St Mary, Welwyn, Hertfordshire
- St Mary and St Blaise, Boxgrove, Sussex
- St Peter, Great Cheverell, Wiltshire
- St Peter, Henfield, Sussex
- St Peter, Machynlleth, Powys
- St Peter, Shropham, Norfolk
- St Tydecho, Cemaes, Powys
- St Yeghiche (Armenian), Kensington, London

## Reconocimiento póstumo
El nombre y la imagen de Lowndes (y los de otras 58 mujeres que apoyaron el sufragio) están en el pedestal de la estatua de Millicent Fawcett en Parliament Square, Londres, inaugurada en 2018.

## Galería

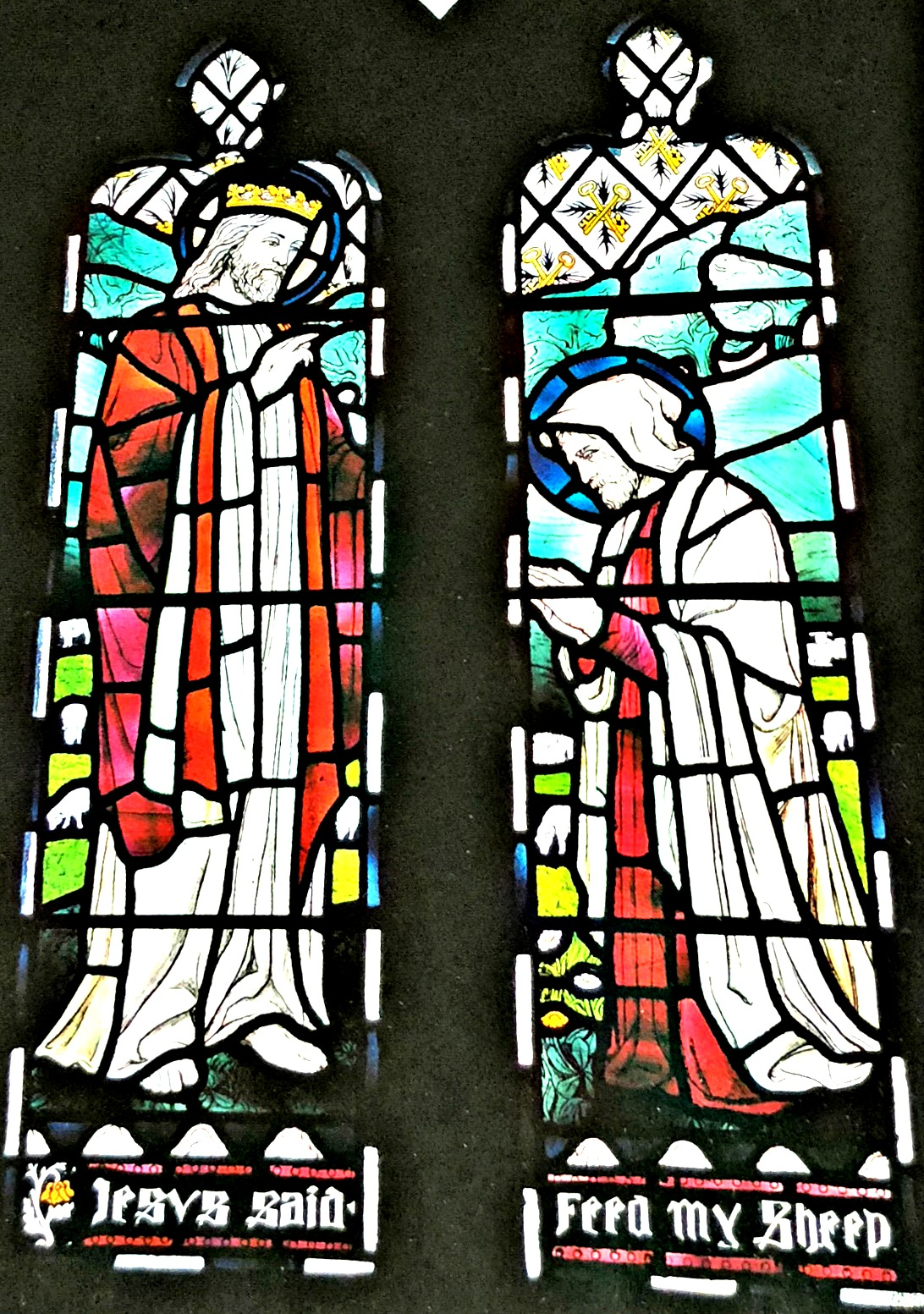
Primera vidriera realizada por Lowndes, Hinton St Mary, Dorset (1893)
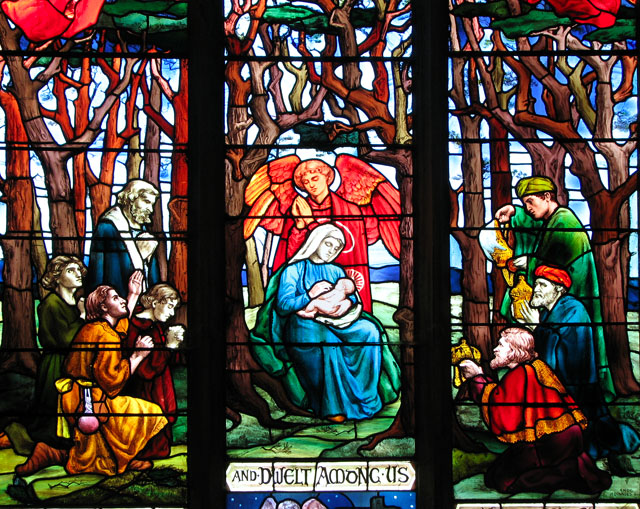
Sts Peter and Paul, Shropham, Norfolk (1898)
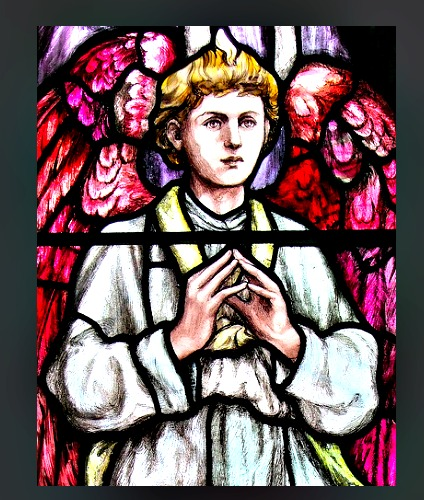
Sts Peter and Paul, Mersea Isla, Essex (1905)
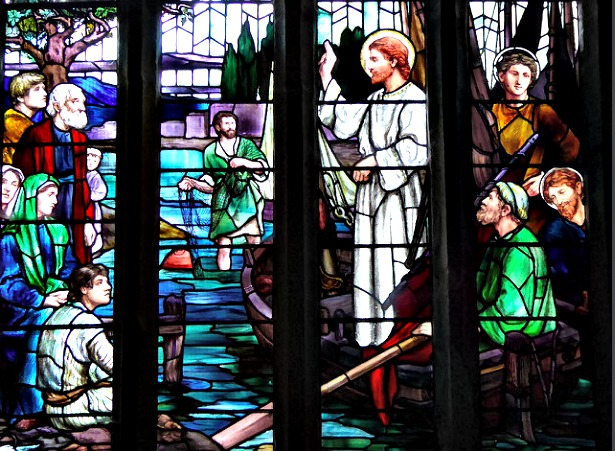
St Erme, Cornwall (1906)
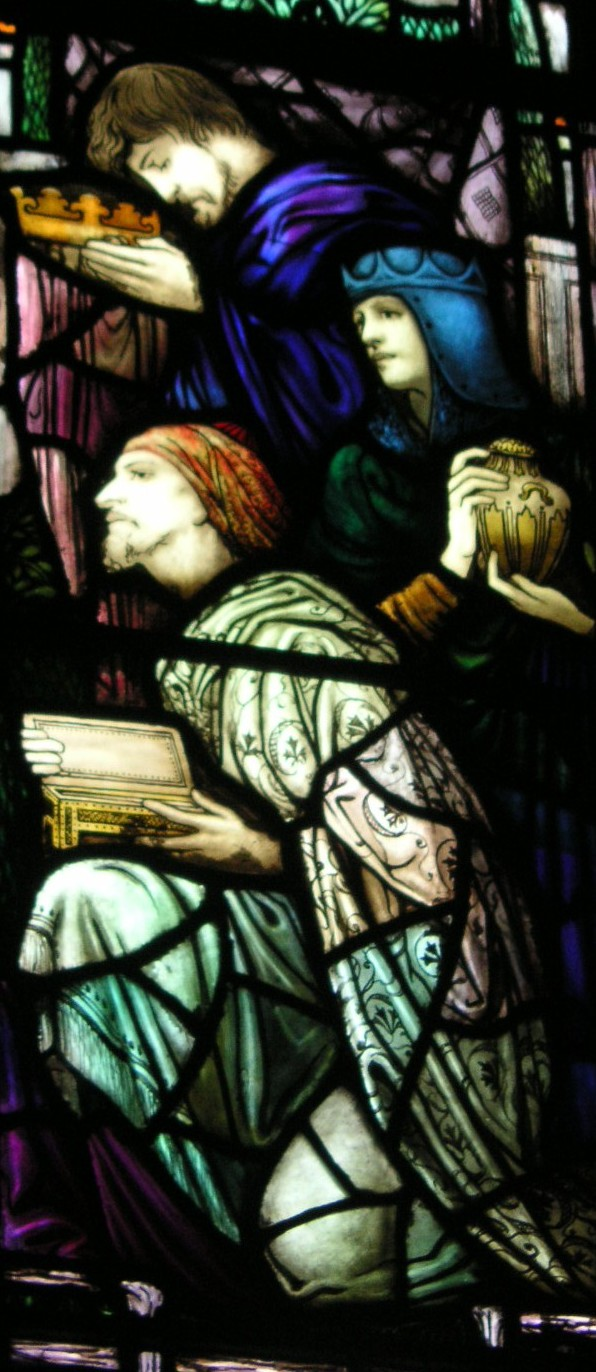
Taplow, Buckinghamshire, (1912)

## Otras lecturas
- M. Lowndes: Pancartas y Pancarta-Haciendo, Apéndice 5 en La Ojera de Mujeres por Lisa Tickner, Universidad de Prensa de Chicago. ISBN 978-0-226-80245-9 Marzo 1988.
- Gerda Breuer Y Julia Meer: Mujeres en Diseño Gráfico, Jovis/Berlina 2012,   , p. 505.